# Marstal
Marstal er Ærøs største by med 2.077 indbyggere  (2024), beliggende i Ærø Kommune. I 1500-tallet var Marstal et lille fiskerleje, der fra 1700-tallet udviklede sig til en betydningsfuld søfartsby. Navnet kommer af ordet "hestestald". Marstal og det øvrige Ærø hører til Region Syddanmark.
Byen er øens vigtigste handels- og søfarts-by med mange forretninger og en navigationsskole, som gennem mere end hundrede år har uddannet navigatører til den danske handelsflåde. Søfarten er stadig en vigtig del af byens erhvervsliv med Danmarks største coasterflåde (ca. 50 fragtskibe).
Der er flere rederier, træ- og stålskibsværfter, anløbskajer for charterskonnerter, fiskerihavn og bådforbindelse til Birkholm.

## Historie
Marstals historie begynder i 1514, da skattelister fra Sønderborg og Nordborg amter dokumenterer bebyggelsen "Marstall" med seks gårde og et fiskerhus i nærheden af stranden ved Eriks Hale. Bebyggelsen er sandsynligvis langt ældre.
I læ af Eriks Hale boede i 1634 en ikke ubetydelig fiskerbefolkning. Hertugen, der havde fået denne del af øen, lod forpagteren af sin gård "Gudsgave" sælge landbrugsprodukter til Marstals fiskere. Handelen foregik i begyndelsen med stedets egne produkter, som man afhændede dels i Kongeriget, dels i Hertugdømmerne, hvortil man havde let adgang gennem et løb ud til Østersøen. På den tid skulle al handel gå over de privilegerede købstæder. Marstalskipperne og oplandets bønder drev derfor smughandel, og Marstals flåde voksede eksplosivt. Smughandelen var nødvendig, fordi ærøskibene blev anset som tilhørende Kongeriget, når de kom til Hertugdømmerne, og omvendt i Kongeriget blev de anset for Hertugdømmets skibe, og blev derfor ramt af ekstra told og havneafgift. Smughandelen var en anerkendt og accepteret levevej i Marstal i den periode.
Marstal Skole*) blev grundlagt i  1705. Der var et klasseværlse og en lejlighed til læreren.
1729 overgik Søbygårds og Gudsgave Len til kongen, medens den midterste del af øen først kom med i 1750. Marstallernes skibe fik en fortrinsstilling ved at være anerkendt som fartøjer under Kongeriget (en snes år før købstaden Ærøskøbings skibe) og kunne derfor sejle under de samme betingelser.
Marstal Kirke er opført i 1738. Før den tid benyttedes Rise Kirke. Kirkens tværskib er fra 1772 og tårnet fra 1920. 7 kirkeskibe vidner om byens tilknytning til havet og søfartens udvikling fra 1700-tallets jagt til vor tids coaster.
1769 havde Marstal Skole 120 elever. Skolestuen kunne ikke rumme alle børnene på en gang. Da der ingen kakelovn var, måtte lærer og børn hele vinteren igennem lide frost og kulde.
I 1780 var Indbyggerantallet 761.
1852 fik byen postekspedition, da Pasmus Madsen i Fiolstræde, blev udnævnt til ekspeditør. samtidig begyndte den kørende post.
1861 fik Marstal status som handelsplads. En by med status som handelsplads havde nogle af de rettigheder der normalt kun tilkom købstæder og blev tildelt byer som havde udviklet sig i købstadslignende retning. Før det havde den ”legale” handel kun foregået i Ærøskøbing, som ikke tillod handel i Marstal.
1880 gik man over til tremastede skibe, som ofte blev bygget på værfter i Marstal, og i 1890 var der ca. 350 sejlskibe hjemmehørende i Marstal. I 1911 var Marstals andel af den samlede danske sejlskibsflåde (målt i antallet af skibe) 23,92%
Marstal og Ærøskøbing kommuner blev den 1/1-2006 til Ærø Kommune, der havde Jørgen Otto Jørgensen som den første borgmester.
Marstal Navigationsskole er i fortsat vækst og er et vigtigt led i byens fremtidige udvikling.

## Forsyning
Marstal Fjernvarme har et stort termisk-solfangeranlæg. Solen stod dog kun for 15% af forsyningen, mens den øvrige forsyning var baseret på spildolie. Anlægget blev i december 2002 udvidet med yderligere 10.000 m2 solfangerpaneler, og solen står nu for 30% af forsyningen.

## Uddannelse
- Marstal Skole [2] havde i 2018 335 elever og 42 lærere. Skolen er 2-sporet med børnehaveklasse, 0.-10. klasse og centerklasse. Skolen er opført i 1969.
- Marstal Navigationsskole [3] startede undervisningen af søfolk i 1861. Skolen har ca. 300 elever som undervises i følgende katogorier: Uddannelse af navigatører til handelsflåden – dvs. skippere og skibsførere.

HF-søfart, som er en ungdomsuddannelse, der kombinerer en grundlæggende søfartsskole med en HF-uddannelse.
- VUC FYN Ærø. På VUC i Marstal har man den særlige 3-årige HF-søfart i samarbejde med Marstal Navigationsskole. VUC er, sit navn til trods, primært en ungdomsuddannelsesinstitution med ca. 200 elever.

## Turisme
Langs havnen finder man et charmerende miljø med coastere, joller og en stor lystbådehavn.
Havnemolen med den gamle kalkovn giver læ for østenvinden, bygget til formålet af skippere og bønder i 1825. Der er mange restauranter og cafeer i de hyggelige gader og stræder.
Marstal Søfartsmuseum råder i dag over fire udstillingsbygninger med mere end 30 udstillingslokaler, hvor søfarten er rigt repræsenteret. Her findes over 200 skibsmodeller, mere end 130 flaskeskibe, flere hundrede skibsportrætter, styrehus og kahytter fra coaster, kabys og kahytter fra sejlskibe, andet større skibsgrej og meget mere. Der endvidere samlinger af gamle dragter, fajance og malerisamlinger bl.a. af marine- og grønlandsmaler Carl Rasmussen. I museets gårdhave er indrettet en maritim legeplads. I umiddelbar nærhed af museet ligger den restaurerede New Foundlands-sejler, marstalskonnerten Bonavista. 
Minors Hjem er et  skipperhus fra 1700 tallet beliggende i Teglgade. Huset er indrettet med brostensgulve, ildsteder og alkover. Fra 2015 har lokalerne endvidere været anvendt til salgsudstillinger for kunstnere og kunsthåndværkere. Der er skiftende udstillinger af billedkunst, foto, keramik, skulptur, glas, tekstil med mere hele året.
Der er campingplads, vandrerhjem og hoteller. Man kan besøge stranden (sydøst for Marstal) ved landtangen Eriks Hale med de maleriske badehuse.
I december 2019 blev færgeruten Rudkøbing - Marstal genoptaget, efter at have været indstillet siden januar 2013.

## Kendte Bysbørn
- Jens Wilken Hornemann, botaniker(1770–1841)
- Erik Kromann, museumsleder på Marstal Søfartsmuseum, forfatter og politiker, (1946-)
- Heine Hestoy, forfatter og skipper, (1950-)
- Carsten Jensen, forfatter, (1952-). Har skrevet romanen Vi, de druknede fra 2006 om byen.
- Jesper Wung-Sung, forfatter, (1971-)